# 요르단 미트코프
요르단 마놀로프 미트코프(불가리아어: Йордан Манолов Митков, 1956년 4월 3일 ~ )는 불가리아의 역도 선수이다.

## 생애
아세노브그라드에서 태어났다. 1968년에 역도를 시작했으며, 1976년 하계 올림픽 미들급 부문에서 우승했다.